# Rudolph Borowski
Rudolph Borowski (* 22. November 1812 in Frauenburg; † 24. Januar 1890 ebenda) war ein deutscher Politiker der Deutschen Zentrumspartei und Mitglied des Reichstages.

## Leben und Wirken
Bis 1832 besuchte Borowski das Gymnasium in Braunsberg und studierte anschließend katholische Theologie und Philosophie am Lyceum Hosianum ebendort. Im Jahr 1836 wurde er zum Priester geweiht und war anschließend Kaplan in Marienburg. Dem schloss sich bis 1844 eine Tätigkeit als Kommendar in Marienau und Fischau an. Ab 1844 war Borowski dann Pfarrer in Tiegenhagen und zugleich Kreislehrer für Marienburg. 1852 wurde er Erzpriester in Rößel und 1867 Ehrendomherr in Frauenburg. Noch im Jahr 1867 wurde er zum Domherren ebendort ernannt und ihm das Amt des Geistlichen Rates verliehen, das er aber 1873, wegen zu häufiger Abwesenheit durch seine politische Tätigkeit, wieder ablegte.
Von 1870 bis 1890 wurde Borowski im als Wahlkreis Königsberg 8 (Allenstein-Rößel) in das Preußische Abgeordnetenhaus gewählt. Den vergleichbaren Wahlkreis, hier Reichstagswahlkreis Regierungsbezirk Königsberg 9, vertrat Borowski auch 1871 bis 1890 im Reichstag.